# Kodipura, Channapatna
Kodipura là một làng thuộc tehsil Channapatna, huyện Ramanagara, bang Karnataka, Ấn Độ.